# Johannes-Nepomuk-Kapelle (Am Tabor)

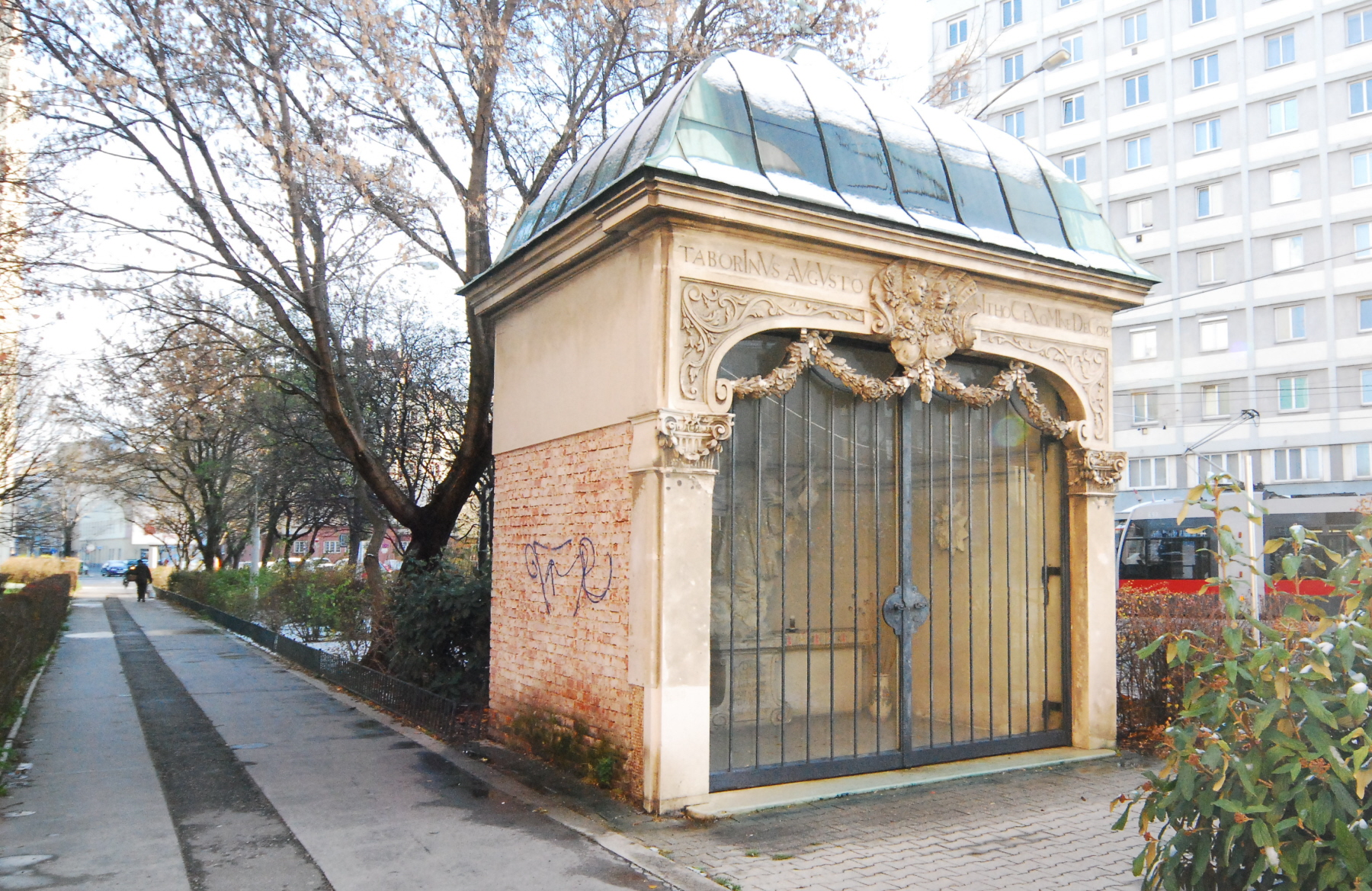
Johannes-Nepomuk-Kapelle Am Tabor, links daneben die seit 1900 bestehende Bezirksgrenze 2/20

Die Johannes-Nepomuk-Kapelle Am Tabor im 2. Wiener Gemeindebezirk, Leopoldstadt, wurde als Linienkapelle errichtet.
Die Kapelle ist Eigentum der Stadt Wien und steht unter Denkmalschutz.

## Standort
Der historische Standort der Kapelle befand sich einige Meter weiter südlich, etwa auf der heutigen südwärts führenden Fahrbahn der Taborstraße. Die Straßenbahnlinie 5 verkehrte vor 1963 durch die Trunnerstraße und bog hinter dem früheren Kapellenstandort in die Nordwestbahnstraße ein.
Im Jahre 1963 wurde die Kapelle aus Verkehrsrücksichten an die nördliche Straßenseite versetzt, blieb jedoch im 2. Bezirk. Die 1994 von Felix Czeike in sein Historisches Lexikon Wien aufgenommene Information, die Kapelle befinde sich nunmehr im 20. Bezirk, ist ein Irrtum.
Die Johannes-Nepomuk-Kapelle befindet sich heute an der nördlichen Seite der Taborstraße vor dem Haus 89 nahe der platzartigen Verbreiterung der Straße an der Kreuzung Nordwestbahnstraße/Scherzergasse/Am Tabor. Unmittelbar links neben der Kapelle verläuft seit dem Jahr 1900 die Grenze zum neu gebildeten 20. Bezirk.

## Geschichte
Im Zuge der Errichtung des Linienwalls um die Vorstädte von Wien wurden an den Toren so genannte Linienkapellen, die der Brücken über den Wallgraben wegen dem heiligen Johannes Nepomuk geweiht waren, errichtet.
Die Johannes-Nepomuk-Kapelle „Am Tabor“ wurde 1728 errichtet.
Der kleine rechteckige Bau besitzt ein Glockendach. Die Hauptfassade verfügt über eine Korbbogenöffnung mit Pilasterrahmung und ein aus Girlanden und Muscheln mit Puttenköpfen bestehendes Reliefdekor.
In der Kapelle befindet sich eine steinerne Statue des Heiligen mit Putten und Kreuz auf einem Volutenpostament. Dieses trägt eine Inschrift mit dem Chronogramm 1728:
0000TABORINVS AVGVSTO SIT HOC EXOMINE DECOR
0000Dieses heilige Wahrzeichen sei dem Tabor zur Zier
Die Statue ist eine von zahlreichen Johannes-Nepomuk-Darstellungen in Wien. Sie stand ursprünglich in der um 1730 erbauten Hauskapelle des nahegelegenen Mautgebäudes (Am Tabor 2, Taborstraße 80) und wurde 1879 hierher transferiert.